# Herb Otepää

Herb Otepää przedstawia na czarnej tarczy herbowej, kształtu hiszpańskiego, złotą (żółtą) głowę niedźwiedzia, zwróconą w stronę (heraldycznie) prawą.
Herb w obecnej formie obowiązuje od 24 lipca 1992 roku.